# يارسم (عشر ستاق)
یارسم (بالفارسية: یارسم) هي قرية تقع في إيران في قسم عشر ستاق الريفي. يقدر عدد سكانها بـ 97 نسمة بحسب إحصاء 2016.